# تینا تاماشیرو
تینا تاماشیرو (انگلیسی: Tina Tamashiro؛ زادهٔ ۸ اکتبر ۱۹۹۷) مدل (شخص)، و بازیگر اهل ژاپن است. وی از سال ۲۰۱۲ میلادی تاکنون مشغول فعالیت بوده‌است.
از فیلم‌ها یا برنامه‌های تلویزیونی که وی در آن نقش داشته‌است می‌توان به ساداکو مقابل کایاکو اشاره کرد.